# Meschtschowsk
Meschtschowsk (russisch Мещовск) ist eine Kleinstadt in der Oblast Kaluga (Russland) mit 4100 Einwohnern (Stand 14. Oktober 2010).

## Geografie
Die Stadt liegt etwa 85 km südwestlich der Oblasthauptstadt Kaluga an der Tureja, einem linken Nebenfluss der Serena im Flusssystem der Wolga.
Meschtschowsk ist Verwaltungszentrum des gleichnamigen Rajons.

## Geschichte
Die Stadt wurde erstmals 1238 als ein Lehen von Fürstentum Tschernigow urkundlich erwähnt. Aus der Folgezeit sind verschiedene Namensformen wie Mestschewsk, Mesezk, Mesetsch(e)sk, Mesezesk, Mesesk, Meschtschorsk bekannt, die auf eine baltische Herkunft, abgeleitet von Wald (vgl. lettisch mežs) hindeuten. Nach der Desintegration Tschernigows war Meschtschowsk vorübergehend Zentrum eines eigenständigen Splitterfürstentums in der Gruppe der Ober-Oka-Fürstentümer.
Im 15. Jahrhundert gehörte die Stadt zum Großfürstentum Litauen. 1503 wurde sie vom Großfürstentum Moskau erobert. 1584 hielt die Stadt einer Belagerung durch die Krimtataren stand, während der Zeit der Wirren einer weiteren durch Truppen des zweiten „Falschen Dimitris“. 1617 konnten polnische Truppen die Stadt für kurze Zeit einnehmen.
Im Kaiserreich erhielt Meschtschowsk 1776 das moderne Stadtrecht als Verwaltungszentrum eines Ujesd (Kreises) verliehen.
Im Zweiten Weltkrieg wurde Meschtschowsk am 7. Oktober 1941 von der deutschen Wehrmacht besetzt und am 6. Januar 1942 von der Westfront der Roten Armee während ihrer Gegenoffensive in der Schlacht um Moskau zurückerobert.

### Bevölkerungsentwicklung
| Jahr | Einwohner |
| ---- | --------- |
| 1897 | 3635      |
| 1926 | 2724      |
| 1939 | 3629      |
| 1959 | 4939      |
| 1970 | 5130      |
| 1979 | 4949      |
| 1989 | 5382      |
| 2002 | 4540      |
| 2010 | 4100      |

Anmerkung: Volkszählungsdaten

## Kultur und Sehenswürdigkeiten
Wichtigste Sehenswürdigkeit ist die Mariä-Verkündigungs-Kathedrale (собор Благовещения/sobor Blagoweschtschenija) von 1832 mit einem Glockenturm von 1907. Der Glockenturm besitzt eine Turmuhr, was für Russland relativ selten ist.
Hier befindet sich außerdem das Heilige-Georgs-Kloster (Свято-Георгиевский монастырь/Swjato-Georgijewski monastyr), welches im 19. Jahrhundert anstatt eines alten, gleichnamigen, aber weiter entfernten Klosters gegründet, zur Sowjetzeit geschlossen und 2003 wiedereröffnet wurde.

## Wirtschaft und Infrastruktur
In Meschtschowsk gibt es kleinere Betriebe der Lebensmittelindustrie und der Baustoffwirtschaft.
Die Station Kudrinskaja der 1899 eröffneten Eisenbahnstrecke Moskau–Brjansk–Kiew liegt 21 Kilometer östlich der Stadt (Streckenkilometer 237).
Die Fernstraße M3 Moskau–Brjansk–ukrainische Grenze (dort weiter nach Kiew) führt zwölf Kilometer südöstlich der Stadt vorbei.

## Söhne und Töchter der Stadt
- Walentin Berestow (1928–1998), Jugendschriftsteller und Übersetzer
- Nikolai Gudzow (1885–1957), Materialwissenschaftler und Hochschullehrer
- Nikolai Kubjak (1881–1937), Politiker der Kommunistischen Allunions-Partei (Bolschewiki)
- Nikolai Michailowski (1842–1904), Soziologe, Publizist und Theoretiker der Volkstümlerbewegung
- Wjatscheslaw Plehwe (1846–1904), Staatsmann
- Iwan Sanow (1919–1968), Mathematiker